# 大水坑

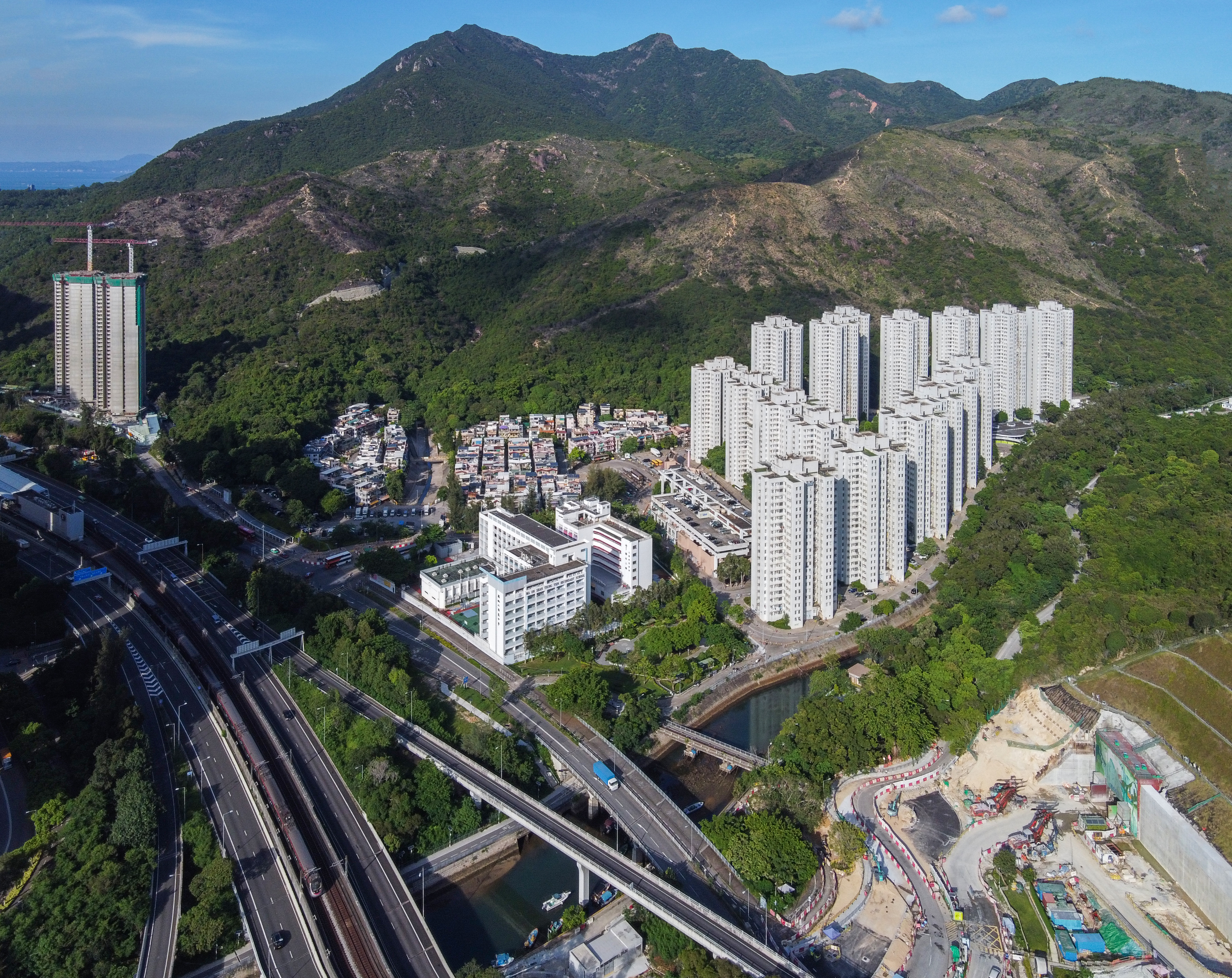
大水坑

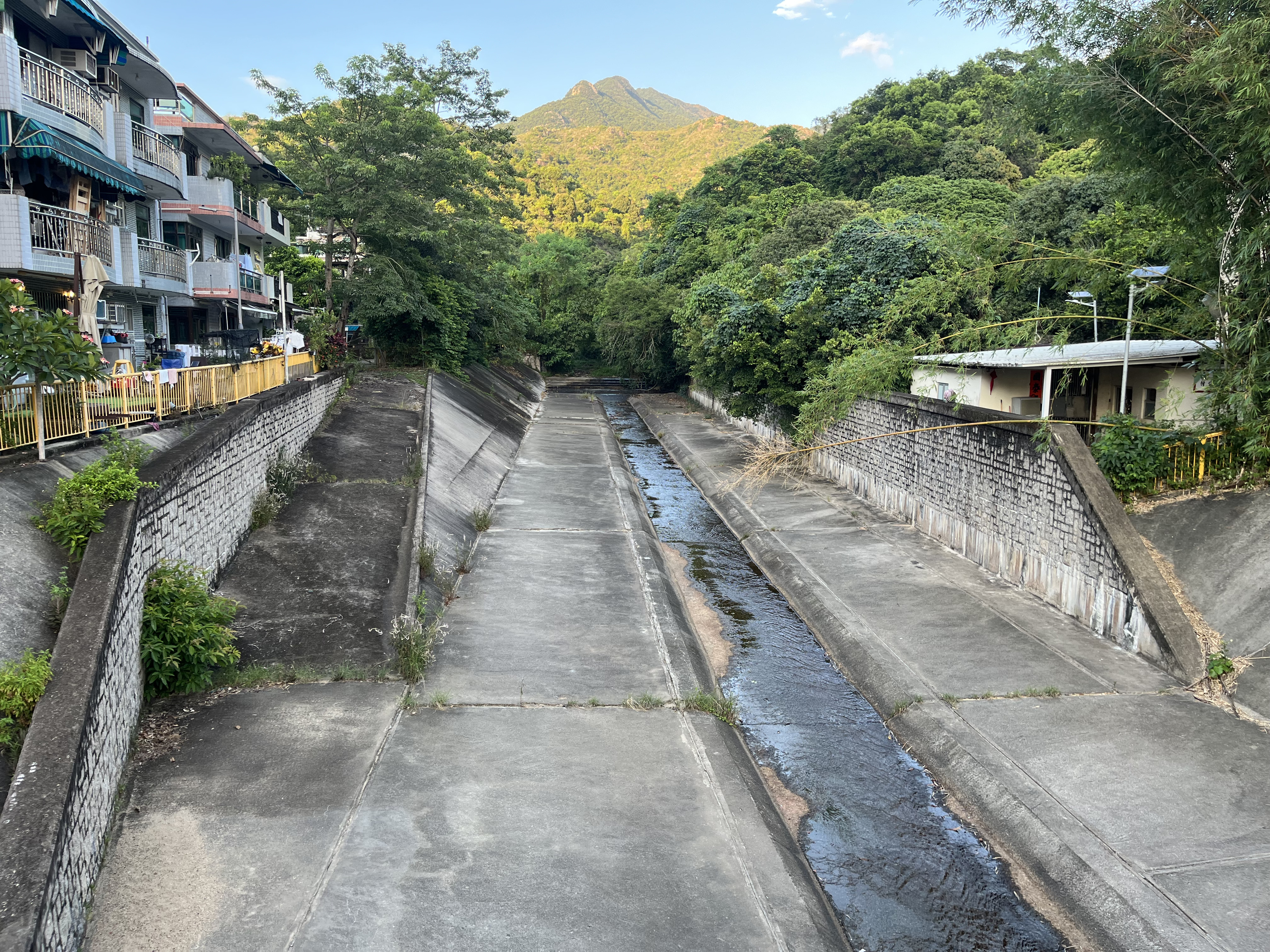
大水坑在大水坑村內的人工河道

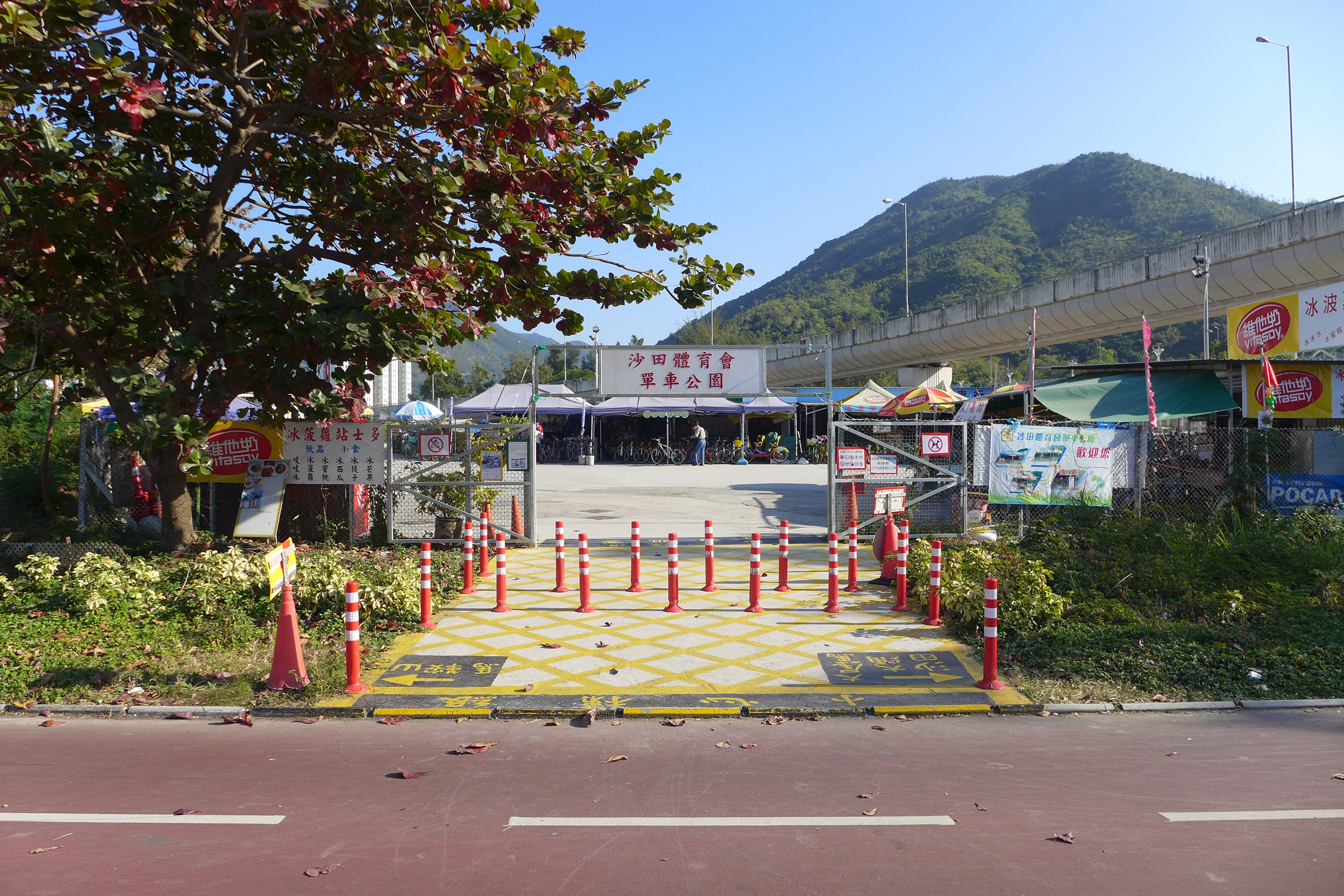
大水坑單車公園

大水坑（英語：Tai Shui Hang）是香港新界沙田區的地方，位於馬鞍山南部，亞公角以北一帶，屬馬鞍山新市鎮的組成部分。
名字緣起於附近山谷，有兩條石澗流經，並在此合流出海。北面的石澗為馬大石澗，發源於馬鞍山，隨馬鞍山村而下；南面的石澗是梅大石澗，發源於石壟仔及茅坪，隨梅子林而下。
馬大石澗到了大水坑村一段，經過村前一段暗渠，然後在亞公角街和馬鞍山路之間流入梅大石澗下游，並在錦泰苑及單車公園對開與城門河匯合，流入沙田海。
梅大石澗亦是沙田新市鎮和馬鞍山新市鎮的邊界，在區議會選區於2023年改組前，梅大石澗是將大水坑選區及鞍泰選區，與沙田區其他選區所分隔。
大水坑是新界的士的經營範圍界線，新界的士不能駛往恆信街以西的亞公角街。

## 區議會議席分佈
為方便比較，以下列表主要以恒輝街西沙路交界以南、城門河沙田海交界以北為範圍。
| 年度/範圍                | 2000-2003  | 2004-2007  | 2008-2011  | 2012-2015  | 2016-2019  | 2020-2023  | 2024-2027  |
| ------------------------ | ---------- | ---------- | ---------- | ---------- | ---------- | ---------- | ---------- |
| 大水坑村、富安花園       | 大水坑選區 | 大水坑選區 | 大水坑選區 | 大水坑選區 | 大水坑選區 | 大水坑選區 | 沙田東選區 |
| 欣安邨                   | 恒濤選區   | 鞍泰選區   | 鞍泰選區   | 鞍泰選區   | 大水坑選區 | 大水坑選區 | 沙田東選區 |
| 錦泰苑及曉峯灣畔         | 恒濤選區   | 鞍泰選區   | 鞍泰選區   | 鞍泰選區   | 鞍泰選區   | 鞍泰選區   | 沙田東選區 |
| 嵐岸、嘉華星濤灣及海典灣 | 恒濤選區   | 鞍泰選區   | 鞍泰選區   | 鞍泰選區   | 鞍泰選區   | 海嵐選區   | 沙田北選區 |
| 天宇海                   | 恒濤選區   | 鞍泰選區   | 鞍泰選區   | 鞍泰選區   | 頌安選區   | 海嵐選區   | 沙田北選區 |

註：以上主要範圍尚有其他細微調整（包括編號），請參閱有關區議會選舉選區分界地圖及條目。

## 交通
| 交通路線列表              |
| ------------------------- |
| 港鐵 - █ 屯馬綫：大水坑站 |

## 著名地點
- 大水坑站
- 大水坑村
- 富安花園
- 錦泰苑
- 馬鞍山海濱長廊
- We Go MALL
- 嘉華星濤灣
- 曉峯灣畔
- 嵐岸
- 海典灣
- 天宇海
- 大水坑單車公園